# Gdeszyn
Gdeszyn (prononciation [ˈɡdɛʂɨn]) est un village de la gmina de Miączyn, du powiat de Zamość, dans la voïvodie de Lublin, situé dans l'est de la Pologne.
Il se situe à environ 12 kilomètres au nord-est de Miączyn (siège de la gmina), 29 kilomètres à l'est de Zamość (siège du powiat) et 92 kilomètres au sud-est de Lublin (capitale de la voïvodie).
Sa population s'élevait à 334 habitants en 2006.

## Administration
De 1975 à 1998, le village est attaché administrativement à l'ancienne voïvodie de Zamość.

Depuis 1999, il fait partie de la nouvelle voïvodie de Lublin.